# Tempfli Erik
Tempfli Erik (Nagykároly, 1992. május 25. –) magyar Artisjus-díjas zongorista, zeneszerző.

## Élete
Középiskolai tanulmányait az Papp Aurél Művészeti Iskolában végezte, Itt klasszikus zenét tanult, a játékát sokkal inkább jellemezte a popos, jazzes vonal.  Érettségi után a Kőbányai Zenei Stúdióba adta be jelentkezését, elsőre felvételt nyert, majd Budapestre költözött. 
A zenei karrierje már az iskolai évek alatt beindult: bekerült a kaposvári színház egyik, tagja lett a Noémo zenekarnak, később pedig Éliás Gyula zenekarához is csatlakozott. Ezekben az időkben helyettesíteni hívták a Syrius Legacy nevű zenekarba, majd a következő mérföldkő az Abrakazabra zenekar volt, amelynek jelenleg is tagja, ez mai napig a főzenekara. A zenekarral számos előadót kísérnek, többek között: Charliet, Radics Gigit, Vastag Csabát, Vastag Tamást, Nikát, Király Viktort, Takács Nicolast stb. A zenekar legkiemelkedőbb projektje a Zenevonat Szuperkoncert az LGT Sztárjaival produkció, amelyben két eredeti LGT taggal, Karácsony Jánossal és Solti Jánossal játszhatnak egy színpadon. Erik 2015-ben végzett a Kőbányai Zenei Stúdióban.
A rockzenei színtéren is gyakran megfordult session zenészként, emellett  dolgozik a Vígszínházban, illetve gyerekeket tanít zongorázni egy alapfokú művészeti iskolában Ecseren. 2019-ben ismerkedett meg Hegedűs Borival, akivel egy párt alkotva megalakult duójuk is. Első közös szerzeményük az ,,Altató” című dal. 2020 decemberén egy díj formájában is elismerte a szakma az Artisjus előadói díjjal.
A DALFUTÁR 6. évad negyedik csapatának producere. 
2021-2022-ben készítik első szóló nagylemezüket a TomTom stúdió gondozásában.

## Dalok és Lemezek
- 10 és fél (2022) ALBUM
- Egy év – NOÉMO
- Altató (2020)
- Singh Viki – Mese a boldogságról

- bori szomorú (feat. Szabó Ádám) (2021)

- DALFUTÁR 6 ⎜ SZÉTHULLIK MINDEN ⎜ Negyedik csapat, klip ⎜ 2021

- Anya (2022)
- Február 24. (2022)
- Unalmas Felnőtt (feat. Johanna Lengyel) (2022)

## Díjai, elismerései
- Artisjus-díj  (2020)